# Aglauropsis edwardsii
Aglauropsis edwardsii es una especie de hidrozoo de la familia Olindiidae.  Tiene alrededor de 110 tentáculos muy juntos; y la umbrela de 15 mm de ancho.